# 2º Battaglione bersaglieri "Governolo"
Il 2º Battaglione Bersaglieri "Governolo" è stato una unità appartenente ai bersaglieri, il corpo di fanteria leggera dell'Esercito Italiano.  Il suo nome deriva dalla seconda battaglia di Governolo avvenuta il 18 luglio 1848 nell'omonimo paese durante la prima guerra di indipendenza italiana. Il reparto era inquadrato nel 2º Reggimento bersaglieri.

## Storia

### Origini
Il II Battaglione venne costituito in seno all'Esercito Sabaudo nel 1848, incorporando all'atto della sua costituzione la 2ª Compagnia antica del Corpo, prendendo parte alla prima guerra d'indipendenza nel corso della quale la sua bandiera di guerra venne decorata di tre medaglie di bronzo al valor militare, le prime due nel 1848 per essersi distinto nella Battaglia di Santa Lucia e nella battaglia di Governolo, nella quale la 2ª compagnia meritò la medaglia di bronzo al valor militare; e nel 1849 nella battaglia di Novara.
Le prime due medaglie di bronzo al valor militare sono riportate nello stemma araldico del 2º Reggimento, rappresentate dalle due stelle.
Nel 1855 il II Battaglione bersaglieri prese parte alla campagna di Crimea insieme al resto del corpo di spedizione in Crimea, inserito nel contingente dell'Armata Sarda.
In seguito alla proclamazione del Regno d'Italia, entrò a far parte del Regio Esercito entrando a far parte del 2º Reggimento bersaglieri costituito il 31 dicembre 1861.
Nel corso della terza guerra d'indipendenza il II Battaglione bersaglieri guadagnò ancora un'altra medaglia di bronzo al valor militare per essersi distinto nella battaglia di Custoza.

### Prima guerra mondiale
Alla vigilia dell'entrata in guerra dell'Italia nel primo conflitto mondiale il battaglione partì per la Libia nel febbraio del 1915, sbarcando a Misurata l'11 febbraio accampando nelle immediate vicinanze dell'abitato ed effettuando ricognizioni, a largo raggio, per la durata di più giorni, a scopo di polizia.
Con l'entrata dell'Impero ottomano nel primo conflitto mondiale a fianco degli Imperi Centrali il sultano Maometto V proclamò contestualmente la Guerra Santa facilitando l'azione degli agenti turchi che stimolarono la sollevazione delle popolazioni arabe in Libia e in altri stati islamici appoggiandosi in Libia ancora una volta alla confraternita dei Senussi interessata a mantenere il proprio dominio nelle aree egiziane e libiche. In Tripolitania, le scorrerie e le offensive nemiche tagliarono rapidamente le comunicazioni fra i presidi del Fezzan e della Tripolitania e anche in Cirenaica, alla vigilia dello scoppio della guerra mondiale fu necessario porre le truppe sulla difensiva sospendendo, alcune azioni anticontrabbando. Le notizie provenienti dalla Tripolitania e la proclamazione della Guerra Santa eccitarono gli animi provocando un rilevante aumento delle razzie e degli attacchi ai presidi isolati.
Ai primi di aprile il battaglione entrò a far parte della colonna speciale "Miani" costituita dal XV battaglione eritreo, dal III Battaglione libico, da uno squadrone savari, da una batteria cammellata, numerose bande irregolari ed altri riparti minori.
La colonna, partendo da Misurata, puntò su Sirte, e, raggiunta, dopo faticose marce il 27 aprile la conca di Sirte, il 29 aprile, rinforzata dal IV battaglione libico e da due compagnie del 57º Reggimento fanteria, riprese la marcia seguendo dapprima la costa in direzione est, volgendo poi verso sud, puntando su Gasr Bu Hàdi dove era stato segnalato un forte concentramento di Arabi. In tale località il II battaglione bersaglieri sostienne un aspro e violento combattimento contro i ribelli, ai quali, per tradimento, erano passate le bande irregolari della colonna "Miani".  A nulla valsero, nella impari lotta, slancio, valore ed eroismo delle truppe italiane. Nel corso del combattimento caddero il comandante del battaglione, Tenente colonnello Cesare Pirzio Biroli da Siderno, caduto mentre trascinava ancora una volta all'attacco i suoi bersaglieri e con lui i tre comandanti di compagnia, i capitani Dino Civardi da Ivrea, Federico Montanari da Cesena e Aristide Mattei da Avezzano; attorno al comandante del battaglione e ai comandanti di compagnia restarono sul campo moltissimi gregari. I pochi superstiti, incalzati per gualche tempo dal baldanzoso avversario, ripiegarono su Sirte con gli avanzi della colonna, rimanendo per una decina di giorni a presidio di tale località e successivamente imbarcati sul piroscafo "America" raggiunsero Misurata, dove il battaglione, ricevuto complementi e nuovi quadri, attese alla propria ricostituzione. Il 24 maggio, nuovamente in efficienza, concorse con il LV Battaflione bersaglieri e con reparti di granatieri e di fanteria, alla liberazione di Misurata Città, caduta nelle mani dei ribelli. Nei combattimenti di Zarrug e di Bu Omar, che portarono alla liberazione di Misurata il II Battaglione bersaglieri nel combattimento di Zarrug diede prova di slancio e di valore.
Con l'entrata in guerra dell'Italia nel primo conflitto mondiale, con la dichiarazione di guerra all'Impero austro-ungarico, il 2º Reggimento bersaglieri, che aveva la sua sede in tempo di pace a Roma enel quale il II Battaglione bersaglieri era inquadrato, venne inviato al fronte dopo aver costituito, in sostituzione del II battaglione bersaglieri dislocato in Libia, un nuovo battaglione, il II Battaglione bersaglieri bis, che il 5 gennaio 1916 avrebbe assunto la numerazione di LIII Battaglione bersaglieri.
Dopo pochi giorni la liberazione di Misurata il II Battaglione bersaglieri venne nuovamente chiamato in azione per la liberazione del presidio di Sliten. Ai primi di giugno infatti, imbarcatosi a Misurata, prese terra di notte nel piccolo porto di Zliten e benché sottoposto a fuoco nemico riesce a penetrare nel fortilizio tenuto disperatamente, da più giorni, da reparti del 60º Reggimento fanteria assediati e continuamente bersagliati dal fuoco dei ribelli. Il battaglione rimase per qualche giorno a Zliten, per poi trasferirsi via mare, ad Homs passando a far parte della colonna "Cassinis" alla quelle era stato affidato il compito di liberare Tarhuna da vario tempo assediata. Verso la metà di giugno la colonna mosse, per el-Gusbat e durante la marcia di trasferimento sbbe due scontri con gli arabi: uno presso el-Gusbat e l'altro presso Sidi Ahmed, al quale prese parte la 3ª compagnia, che, nella circostanza, diede prova del suo valore. La colonna non raggiunge Tarhuna, avendo quel presidio impossibilitato a ricevere rifornimenti, già iniziato il ripiegamento su Tripoli con il forte abbandonato, quasi integralmente distrutto. A Tarhuna, rioccupata nel 1923 dai soldati al comando del colonnello Graziani, furono ritrovati e ricomposti i resti del colonnello Cesare Billia cui fu attribuita la medaglia d'oro al valor militare alla memoria con la seguente motivazione:
Il battaglione dopo un paio di giorni fece rientro ad Homs per poi ritornare a Zliten e dopo pochi giorni, assieme al XIII Battaglione eritreo, appoggiato dall'artiglieria della Regia Nave Bausan, inseguì il nemico che ripiegò nell'oasi di Zliten. Ai primi di luglio, il II Battaglione bersaglieri si trasferì a Tripoli assumendo il presidio di Tagiura ed accampando nei pressi di Giama Sidi Ben Ali, provvedendo su quelle alture alla costruzione di opere di fortificazione.
Avendo l'Italia dichiarato guerra il 25 agosto 1915 guerra anche all'Impero ottomano, lo stato di belligeranza con la Turchia diede modo alle forze turche presenti in Libia di combattere allo scoperto contro le truppe italiane ottenendo consistenti rifornimenti in armi e materiali inviati a Misurata e altre località costiere, tramite sommergibili tedeschi. L'estensione dei territori libici, la guerra sul mare che ridusse le capacità di approvvigionamento, le scarse forze a disposizione e l'atteggiamento negativo del generale Luigi Cadorna ostile ad impegnare truppe in Libia e nei teatri operativi secondari non consentì di arginare efficacemente l'offensiva araba.
L'8 settembre 1916 il battaglione si trasferìnelle immediate vicinanze di Tripoli, in località "Busetta", provvedendo al servizio di vigilanza lungo la nostra linea di difesa, conservando tale dislocazione senza compiere operazioni degne di rilievo, limitando la propria attività a piccole azioni intese a respingere attacchi dei ribelli.
Nel corso della prima guerra mondiale alla guida del battaglione si sono avvicendati i seguenti comandanti:
- Tenente colonnello Cesare Pirzio Biroli dal febbraio 1915 al 29 aprile 1915 (caduto sul campo);[2]
- Maggiore Alfredo Camisa dal 20 maggio 1915 al gennaio 1916;
- Maggiore Valentino Visca dal 26 gennaio 1916 al 22 novembre 1916
- Maggiore Vittorio De Martini dal novembre 1916	a gennaio 1917
- Maggiore Luigi	Caprara	da gennaio 1917	fino al termine del conflitto

Al termine del conflitto, per effetto della circolare ministeriale n° 3.760 del 7 luglio 1924 il reggimento venne interamente trasformato in Reggimento ciclisti e con il battaglione quadro soppresso. L'11 marzo 1926, con la legge n° 396, il Reggimento viene costituito su Comando, Deposito e due Battaglioni, il II e IV.

### Seconda guerra mondiale
Nel 1935 il 2º Reggimento prese parte alla campagna d'Etiopia e nel 1939 venne impiegato per l'occupazione dell'Albania nel corso della quale era così composto:
- Compagnia Comando dotata di apparecchiature radio per comunicare con i battaglioni;
- Battaglione motocorazzato, composto da una Compagnia Motociclisti e da una Compagnia Carri;
- II Battaglione Ciclisti.

Il IV Battaglione Ciclisti autocorazzato, rimase in Patria all'ultimo momento.
Nell'autunno 1939 i resti del Reggimento fecero rientrarono in Italia dall'Albania, dopo le spoliazioni operate per la costituzione del 5º Reggimento di stanza a Tirana e presso il Deposito di stanza alla caserma "La Marmora" di Roma, il 2º Reggimento venne ricostruito con un cospicuo numero di Quadri e a fine ottobre venne riordinato sul II, IV, XVII Battaglione.
Durante la seconda guerra mondiale il 2º Reggimento bersaglieri partecipò, a partire da novembre 1940 alle operazioni sul fronte greco-albanese dove fu sorpreso dall'armistizio l'8 settembre 1943 tra l'isola di Eubea ed il continente e venne sciolto a causa degli eventi bellici.

### 2º Battaglione bersaglieri "Governolo"
Il 24 maggio 1961 il IX Battaglione bersaglieri del 4º Reggimento fanteria corazzato della Divisione "Legnano" assunse il numerico di II Battaglione bersaglieri, che, equipaggiato con VTT M113 costituiva la componente meccanizzata del reggimento di appartenenza.
A seguito della ristrutturazione dell'Esercito Italiano, che aboliva il livello reggimentale, il 29 ottobre 1975 il 4º Reggimento fanteria corazzato venne sciolto e i suoi battaglioni autonomi nell'ambito della brigata di appartenenza.
Il II Battaglione bersaglieri, stanziato a Legnano in provincia di Milano assunse la denominazione di 2º Battaglione bersaglieri "Governolo" e inquadrato nella Brigata meccanizzata "Legnano", ereditando la bandiera di guerra e le tradizioni del 2º Reggimento bersaglieri.
Tra novembre e dicembre del 1980 i bersaglieri del 2º Battaglione "Governolo" furono tra i primi reparti dell'Esercito Italiano a prestare soccorso alle popolazioni dell'Irpinia colpite dal terremoto. Per l'opera prestata la bandiera del battaglione venne decorata di medaglia di bronzo al valore dell'esercito.

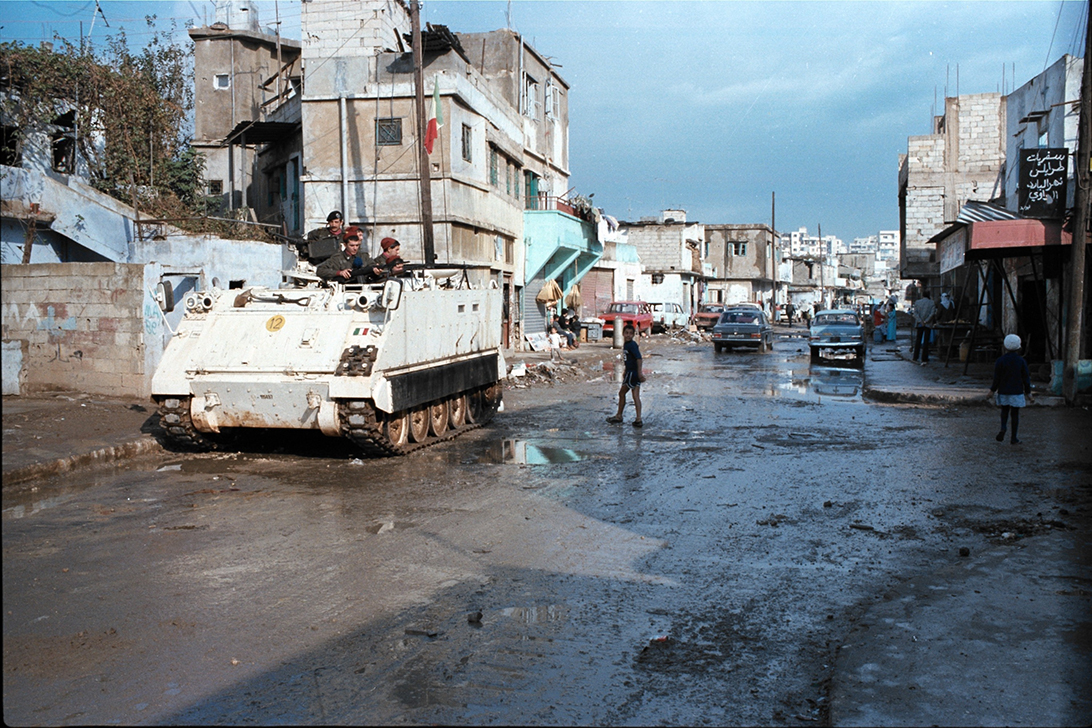
soldati del 2º Battaglione bersaglieri "Governolo" in Libano nel 1982

Nell'agosto 1982 il 2º Battaglione Bersaglieri Governolo al comando del tenente colonnello Bruno Tosetti dopo vari mesi di addestramento specifico nella caserma di Legnano, si imbarcò a Brindisi e partì per Beirut in Libano, prendendo parte alla "missione Libano 1" con il contingente italiano denominato ITALCON "Governolo", in quanto il contingente italiano era imperniato sul 2º Battaglione bersaglieri "Governolo". Questo fu in assoluto il primo vero invio in forze di reparti militari italiani dopo il secondo conflitto mondiale; in 15 giorni il reparto di volontari di leva scortò migliaia di palestinesi da Beirut a Damasco attraversando le linee israeliane che cingevano d'assedio la capitale del Libano impedendone di fatto la ritirata e continuando a bombardare i miliziani palestinesi e i militari siriani alleati. Il Contingente disponeva di due Compagnie fucilieri, di una Compagnia Comando e Servizi potenziata da vari organi logistici, da un plotone Carabinieri e da un plotone Genio Pionieri rinforzato da macchine di movimento terra. Delle due Compagnie Fucilieri, la 1ª Compagnia, effettiva al "Governolo", era comandata dal Capitano Vincenzo Lops, la 2ª Compagnia, proveniente dal 6º Battaglione bersaglieri "Palestro", al comando del Tenente Riccardo Marchiò, la Compagnia Comando, comandata dal Capitano Nicola Toma, il Plotone Genio dal Tenente Mario Rosati ed i Carabinieri dal Tenente Andrea Cerrato. L’assegnazione della Compagnia del 6° "Palestro", era dovuto al fatto che i Militari di Truppa erano di leva e, per questo, potevano partire quelli che avevano concluso il 2° Ciclo di Addestramento e solo quelli che assicurassero ancora tre mesi di servizio prima di essere raggiunti dal Congedo. Pertanto delle tre Compagnie Fucilieri in organico al Battaglione erano escluse quella che inquadrava le reclute, non addestrate a sufficienza, e la Compagnia con gli anziani perché ormai prossimi al Congedo;
Il 2º battaglione Bersaglieri Governolo terminata la missione Libano 1 rientrò ma fu rispedito dopo due settimane per la "Missione Libano 2" nel settembre 1982 con tutti i suoi effettivi di nuovo in Libano a Beirut in seguito ai massacri che miliziani libanesi filo israeliani perpetrarono sotto il comando di un maggiore dell'esercito Libanese di nome Addad nei campi profughi palestinesi di Sabra e Shatila. Nella Missione "Libano 2" il Contingente italiano era denominato solo "ITALCON" (Contingente Italiano) perché sin dall’inizio della Missione ha sempre inquadrato tre Battaglioni, uno di Bersaglieri, uno di Paracadutisti e il Battaglione "San Marco" della Marina Militare. I Bersaglieri sono stati sempre presenti in Libano, dall'inizio fino al rientro definitivo in Patria di "ITALCON". Durante i primi 5 mesi della "Missione Libano 2"; oltre alle due già citate Compagnie fucilieri, il 3 Novembre è stato rinforzato dalla 3ª Compagnia proveniente dal 10º Battaglione bersaglieri "Bezzecca", comandata dal Capitano Marco Rossi. Il rientro definitivo del 2º Battaglione avvenne nel marzo 1983, sostituito in Libano dal 10º Battaglione bersaglieri "Bezzecca" al comando del Tenente colonnello Corrado Nico.
Per la partecipazione alla missione in Libano la bandiera di guerra del battaglione venne decorata con la Croce di cavaliere dell'Ordine Militare d'Italia.

### Nel 2º Reggimento bersaglieri
Nel 1992 con il ripristino del livello reggimentale sulla base del 2º Battaglione bersaglieri "Governolo" venne ricostituito il 2º Reggimento bersaglieri che incorporò il battaglione come unità operativa. Nel 1993, dal 30 giugno all'8 ottobre prese parte alla missione in Somalia guadagnando una medaglia d'argento al valore dell'esercito.
Il 17 ottobre 1996, in seguito allo scioglimento della Brigata meccanizzata "Legnano", il 2º Reggimento bersaglieri passò alle dipendenze della Brigata meccanizzata "Centauro"; nel 2002 iniziato il processo di deattivazione della brigata "Centauro", non destinata a diventare una unità composta da personale professionale, in quest'ottica, il reggimento venne dapprima gemellato con il Reggimento artiglieria a cavallo "Voloire", dal quale prese i servizi, e quindi disciolto.
La bandiera del 2º reggimento bersaglieri è custodita presso il Sacrario delle bandiere del Vittoriano di Roma.